# 木村紀之
木村 紀之（きむら のりゆき、1953年10月29日 - ）は、日本の電気工学者・エネルギー工学者。大阪工業大学工学部電気電子システム工学科元教授。博士（工学）（大阪大学）。電気学会フェローおよび元電力技術委員会・パワーエレクトロニクス機器の制御技術調査専門委員会・新しい電力エネルギーシステムの要素技術協同研究委員会委員長。元近畿電力利用合理化委員会副委員長・審査部会長。元IEEE-Industrial Electronics Society Japan Chapterチェア。日本学術振興会科学研究費委員会2013-2014専門委員。
専門は、パワーエレクトロニクス・電力工学（直流送電HVDC含む）、環境エネルギー・エネルギー工学（特に風力発電）。

## 略歴
1976年大阪大学工学部電気工学科卒業。1978年同大学大学院工学研究科電気工学専攻修士課程修了後、三菱電機中央研究所研究員。1981年大阪大学工学部電気工学科助手、1993年工学博士（大阪大学）を経て、1994年大阪工業大学工学部電気工学科助教授として着任。2002年同大学電気電子システム工学科助教授（この間、2000年トロント大学客員研究員）。2003年同学科教授。2020年大阪工業大学退官。
大阪工業大学工学部（電気工学科、電気電子システム工学科）で25年以上の長きに渡り教鞭を執り、特にパワーエレクトロニクス・電力システム工学・環境エネルギー（特に風力発電）の研究育成に貢献した。退官後は福井工業大学工学部教授も務める。
主な所属学会は、電気学会，IEEE、パワーエレクトロニクス学会、電気設備学会。主な受賞は、電気学会フェロー(2017)および産業応用部門活動功労賞(2003)。

## 主な著書
- エース・パワーエレクトロニクス（共著、朝倉書店2000、学術書）
- 電力システム工学（共著、オ－ム社2001、学術書）
- OHM大学テキスト 電力システム工学（共著、オーム社2013、学術書）
- 風力発電導入のための電力系統工学（共訳、オーム社2013、学術書）

## 主な研究
- 次世代洋上直流送電システム：洋上風力発電対応の多端子直流送電(HVDC)システムの開発[5]  - NEDO(新エネルギー・産業技術総合開発機構)助成事業プロジェクト[6]
- 風力用電圧形変換器励磁誘導発電システムの電力制御特性解析[7]
- 風力発電用新発電方式の入力変化時トルクリップル特性の検証[8]
- 自然エネルギー型分散電源の大量導入を目指した次世代電力システムを支えるパワーエレクトロニクス技術とシステム・制御・解析技術の融合によるシステム協調の高度化に関する研究[9] - 大阪府立大学・広島大学・名古屋工業大学との共同研究
- 直流給電システム保護用転流方式直流遮断器の開発